# Гранатомет

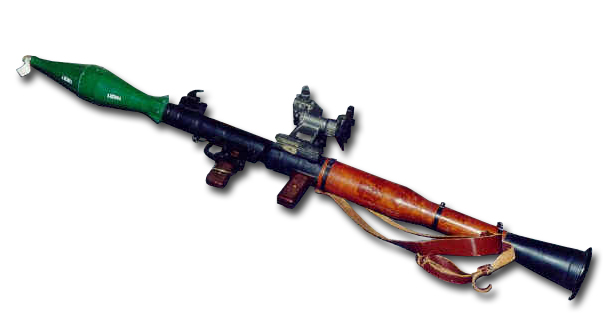
Ручний протитанковий гранатомет РПГ-7. Найбільш розповсюджений тип гранатомета

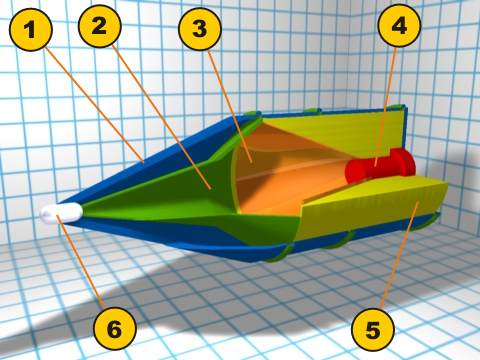
Кумулятивна протитанкова граната в розрізі.
1. Балістичний кожух. 2. Обмежувач камери (для покращення проникних характеристик пучка). 3. Пуста конусоподібна камера, вкрита тонким металевим шаром, що створює проникний пучок. 4. Запалювальний елемент. 5. Вибуховий бойовий заряд (тротил, …). 6. П'єзоелектричний детонатор запалювального елемента.

Гранатоме́т — вогнепальна зброя, призначена для ураження броньованої техніки, фортифікаційних споруд або живої сили противника за допомогою пострілу гранатометною гранатою.

## Історія
Прообразом гранатомета є кременеві, а спочатку і ґнотові «ручні мортири» для стрільби ручними гранатами, відомі з XVI в. 

## Види
Термін «гранатомет» охоплює кілька класів зброї, які відрізняються за конструкцією, способом застосування, принципом дії та бойовим призначенням. Загальна класифікація виглядає так:

### За способом використання
Ручні (переносні) — стріляє один боєць без опори чи кріплення (наприклад, РПГ-7).
Підствольні — монтуються під ствол штурмової гвинтівки або автомата (наприклад, ГП-25).
Станкові — встановлюються на триногу, бойовий модуль або іншу опору, часто використовуються у складі екіпажу (наприклад, АГС-17).
Штурмові (загального призначення) — призначені для ведення вогню у міських або польових умовах, можуть використовувати широкий спектр боєприпасів (осколкові, димові, термобаричні тощо).

### За типом пуску
Реактивні — постріл здійснюється за рахунок реактивного заряду, граната має власний двигун.
Механічні (порохові) — граната виштовхується за допомогою порохового заряду без реактивного ефекту (характерно для підствольних гранатометів).

### За бойовим призначенням
Протитанкові — для ураження бронетехніки, зазвичай використовують кумулятивні боєприпаси.
Протипіхотні (універсальні) — для боротьби з живою силою, вогневими точками, легкою технікою. Використовують осколкові, термобаричні, димові, освітлювальні тощо.
Штурмові — адаптовані до бойових дій у місті, укріпленнях, часто суміщають функції протипіхотної та інженерної зброї.

### За можливістю повторного використання
Одноразові — пусковий пристрій не перезаряджається й утилізується після пострілу (наприклад, M72 LAW, РПГ-18).
Багаторазові — допускають багаторазове використання з новими боєприпасами (наприклад, Carl Gustaf, РПГ-7).

## Дульний гранатомет
Дульні гранатомети метають гранати за допомогою гвинтівкового патрона, холостого або бойового. Свою назву вони отримали за те, що кріпляться на дулі вогнепальної зброї (звичайно гвинтівки). Порохові гази при холостому пострілі витікають з дула і розганяють гранату. Ствольні системи мають вигляд ствола, встановленого на дуло, у якому граната розганяється як звичайний снаряд. Безствольні системи обходяться без такого ствола (тобто не існують у вигляді окремого пристрою), а граната розганяється інакше — вона має довгий хвостовик, або стрижень, або трубку. Стрижень вставляється в ствол і порохові гази виштовхують його зі ствола та розганяють гранату, однак така схема малопридатна для малокаліберних (6-8 мм) гвинтівок кінця XIX–XX ст., оскільки тонкий стрижень може заклинити при пострілі. Трубка навпаки охоплює ствол (на якому не повинно бути випнутих пристосувань, типу прицілу, полум'ягасника або дульного гальма), блокуючи вихід порохових газів, які знову ж таки повинні розганяти гранату, після вильоту якої гази можуть залишити ствол. У польоті граната безствольного гранатомета стабілізується оперенням. Дульні гранатомети були поширені в першій половині XX ст., однак у другій половині століття зійшли нанівець.
Підствольні, станкові та ручні гранатомети мають вигляд окремих стрілецьких пристроїв, що стріляють унітарним гранатометним патроном. Такі патрони зроблені за двокамерною схемою, подібно мінометній міні, але з застосуванням гільзи та використанням нарізного ствола. При пострілі пороховий заряд розриває ковпачок на денці гільзи та порохові гази потрапляють в головну камеру відносно повільно, а їх зростальний тиск розганяє гранату. Така схема дозволяє мати відносно невеликий відбій при високій масі снаряда, який метають — 180—500 г. Однак при цьому обмежується початкова швидкість, дальність і точність пострілу.

## Підствольний гранатомет

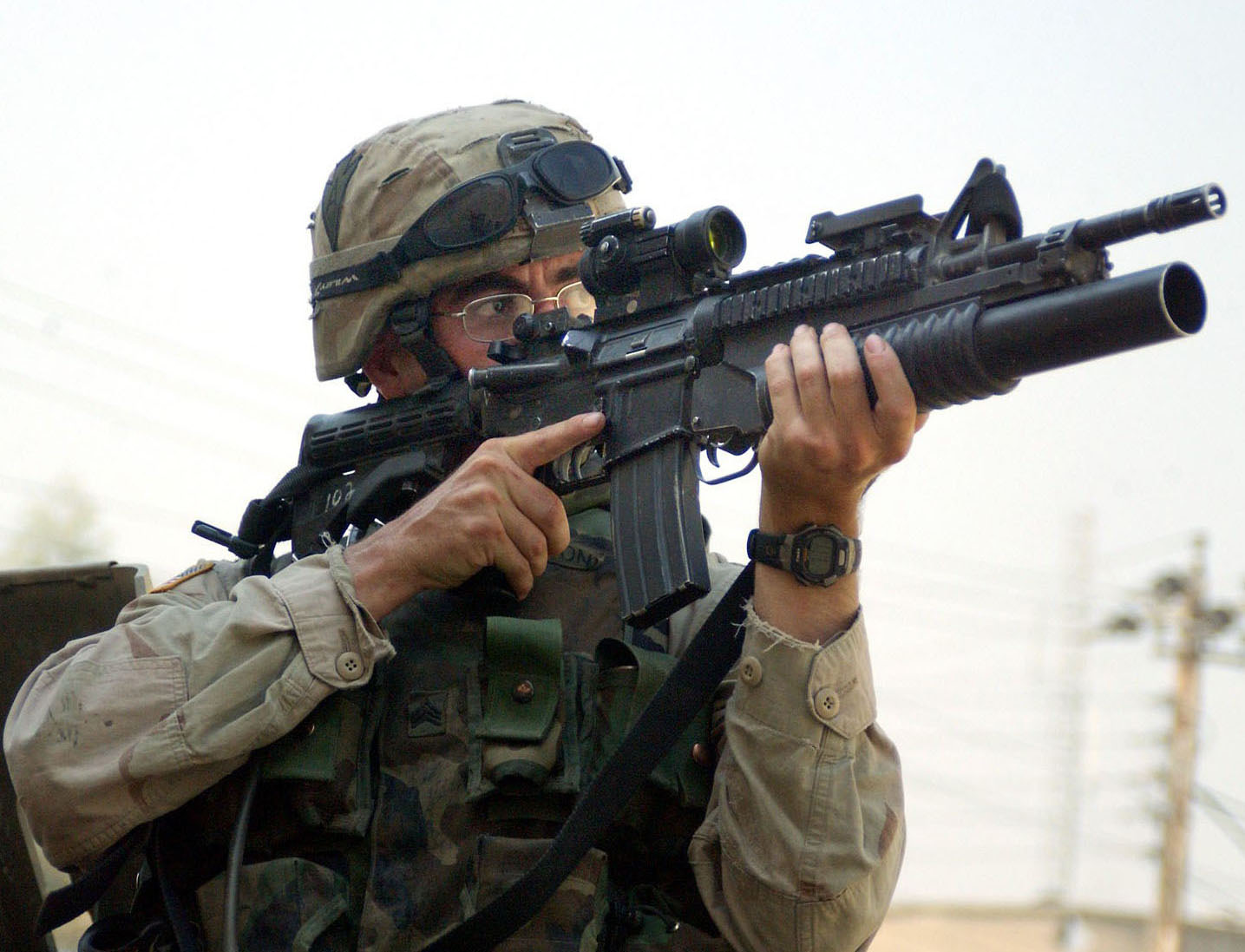
Американський підствольний гранатомет M203

Підствольні гранатомети мають вигляд ствола зі спусковим механізмом, кріпляться під стволом гвинтівки (автомата) і служать для збільшення можливостей зброї. Як правило, мінімум один стрілець у відділенні має підствольний гранатомет. Ручний гранатомет часто сумісний з підствольним і представляє його окремий варіант з пістолетним руків'ям, прицілом і прикладом. Крім однозарядного варіанта, схожого за будовою з одноствольною мисливською рушницею (ствол «переламується» для заряджання) є багатозарядні варіанти, як правило, револьверного типу, з барабаном на 6-12 пострілів. Дальність стрільби з ручних і підствольних гранатометів зазвичай не перевищує 400 м. У нового американського — 2000 м, у нового китайського — 1500 м[джерело?].

## Протитанковий гранатомет
Ручні протитанкові гранатомети та реактивні протитанкові гранати призначені для знищення броньованої техніки. Найпоширеніший з них — це РПГ-7. Гранати, розроблені в останні роки, дозволяють пробивати метрові бетонні стіни й півметрові броньові плити.

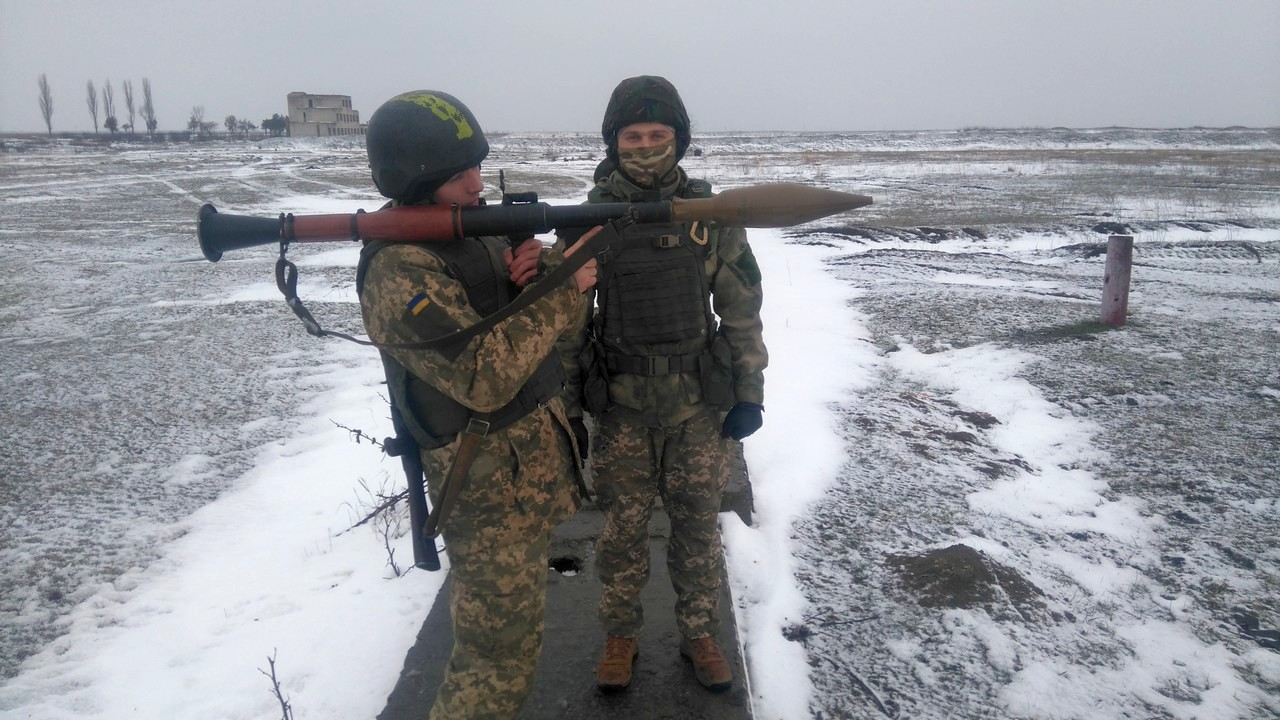
Радянський протитанковий гранатомет РПГ-7

Перші сучасні ручні гранатомети з'явилися в роки Другої світової війни:
- Базука (США, 1942)
- PIAT (Велика Британія, 1942)
- Фаустпатрон (Німеччина, 1943)

## Автоматичний гранатомет

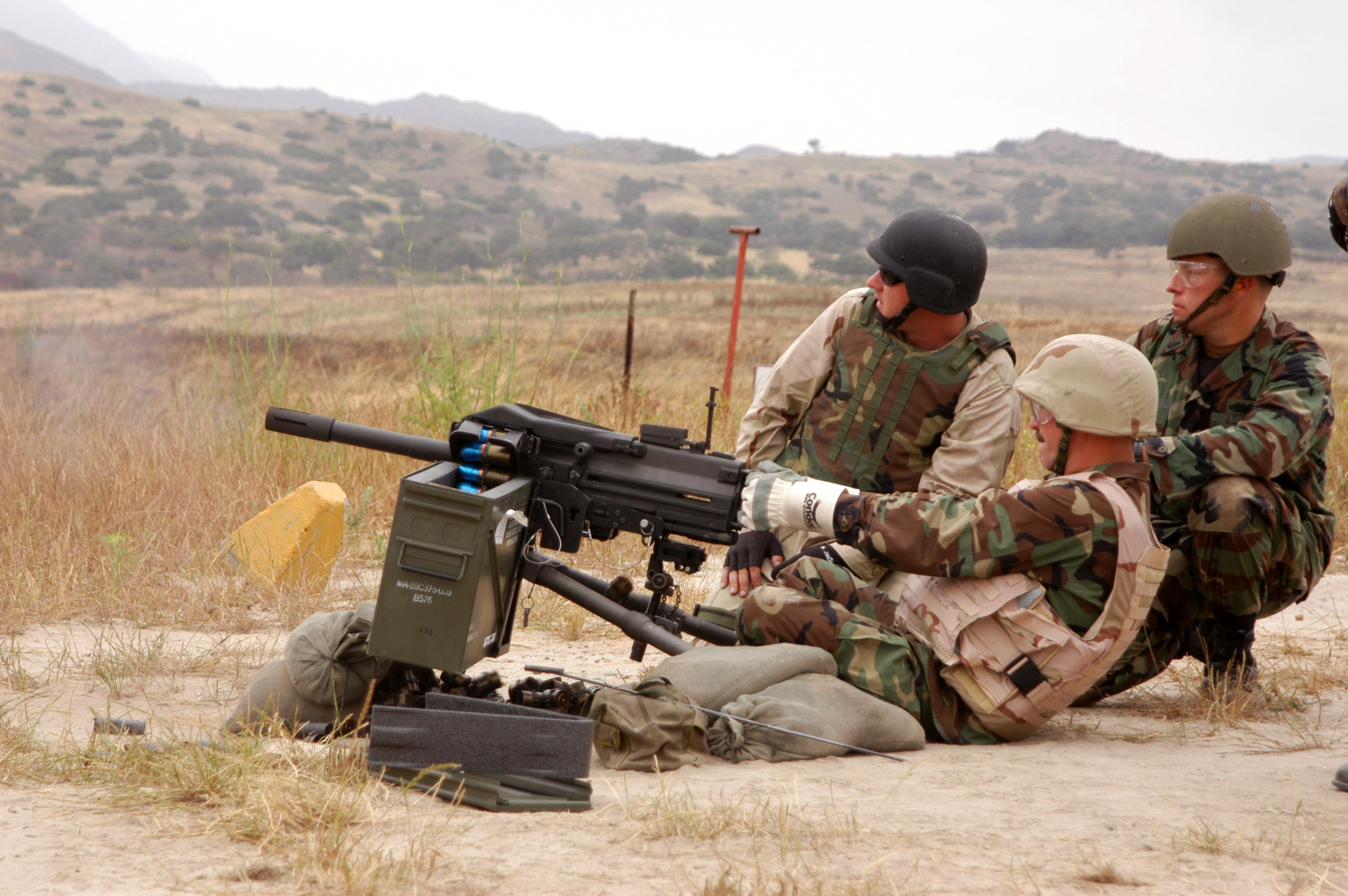
Американський 40-мм гранатомет Mk 19

Є засобом вогневої підтримки взводу з розмірами та масою, близькими до станкових кулеметів, а також схожою конструкцією. Використовує постріли більшої потужності, здатні забезпечити дальність стрільби до 1500—2000 м. Набої з'єднуються в стрічку на зразок кулеметної, стрільба ведеться в автоматичному режимі з темпом 200 — 400 пострілів на хвилину. Вперше автоматичні гранатомети були застосовані у в'єтнамській війні, і з того часу набули широкого поширення. Сучасні зразки оснащуються також комп'ютеризованими прицілами, гранатами різної дії й можуть підміняти артилерію та міномети. Також існують варіанти установки на бронетехніку, кораблі та вертольоти, в рухомих або нерухомих установках.